# 青柳海岸
青柳海岸（あおやぎかいがん）は、千葉県市原市の五井地区にある大字。郵便番号は299-0103。

## 概要
市原市北西部の五井地区に位置する。
2023年（令和5年）8月1日現在、市原市のホームページ及び日本郵政の郵便番号検索等では青柳海岸の記載が確認できるものの、千葉県町丁字別人口統計では、市町村報告により2017年（平成29年）度から人口数値記載がなくなっている上、国土地理院が発行する地図や、デジタル庁が公開している「市原市町字データベース」において、青柳海岸の記載が確認できないため、現存するものである事が確実ではない。

## 地理

### 河川
- 前川

## 世帯数・人口
2015年（平成27年）4月1日現在の世帯数と人口は以下の通りである。
| 町丁字   | 世帯数 | 人口 |
| -------- | ------ | ---- |
| 青柳海岸 | 0世帯  | 0人  |

## 通学区域
市立小学校・市立中学校及び県立高等学校の通学区域は以下の通りである。
| 町丁字   | 範囲 | 小学校   | 中学校   | 高等学校 |
| -------- | ---- | -------- | -------- | -------- |
| 青柳海岸 | 全域 | 指定無し | 指定無し | 第9学区  |

## 施設
特に無し

## 交通
特に無し